# Tyge Thygesen
Tyge Thygesen (1767 i Skelum Kro, Hindsted Herred – 13. januar 1842 på Høstemark) var en dansk godsejer.
Han var søn af Mads Thygesen og Maren Nielsdatter, er født i Skelum Kro, som faderen ejede, inden han købte det nærliggende Dalsgård. Sin løbebane begyndte Thygesen som skriverdreng på byfogedkontoret i Ribe, hvorpå han blev forvalter på Buderupholm og andre gårde, indtil han 1792 af sin stedfader Vium købte Dalsgård, hvis tilligende han meget forøgede ved tilkøb af bøndergods, som han senere efterhånden afhændede til fæsterne. 23. oktober 1807 ægtede han Ellen Cecilie f. Færch (f. i Nibe 6. juni 1772 – d. på Randrup 17. marts 1832), datter af købmand i Nibe Anders Nielsen Færch og enke efter Frantz Hvass til Randrup, hvilken gård Thygesen kom i besiddelse af ved sit giftermål. Thygesen, der i mange år var landvæsenskommissær, købte senere Hals Nørreskov (1811) og herregårdene Vrå (1814) og Høstemark (1816), ligesom han en tid var forpagter af Villestrup og Sæbygård; han var en dygtig og virksom landmand, der navnlig en tid drev en udstrakt handel med stude, som han opkøbte i Vendsyssel og udførte til Holsten, men først pengeomskrivningen 1813 og senere navnlig de uheldige konjunkturer i studehandelen 1830-40 bragte hans formue store tab. 1837 solgte han Randrup og døde på Høstemark 13. januar 1842.